# ユキポンのお仕事
『ユキポンのお仕事』（ユキポンのおしごと）は、東和広による日本の漫画作品。『週刊ヤングマガジン』（講談社）にて1998年第38号から2013年第39号まで連載された。

## 概要
人間の言葉を喋る猫のユキポンが、だらしのない飼い主に代わって働く姿を描いたギャグ漫画。元々は『週刊ヤングマガジン』1998年第38号に『ユキちゃんのお仕事』のタイトルで他の連載作品の代理原稿として掲載され、同年第45号に掲載された第2話から『ユキポンのお仕事』へ改題された。
単行本は2009年4月までに15巻が刊行されたが、2012年3月に『ユキポン探偵 潜水船まっこう9000の恐怖』のタイトルで1巻が刊行された。第31回日本漫画家協会新人賞受賞。2007年にはテレビドラマ化もされた。

## あらすじ
丸川家の飼い猫ユキポン。飼い主であるあけみは、酒と男にだらしなく、ぐうたらな生活を送っている。そんなある日のこと、突如あけみに働けと言われてしまったユキポン。ご主人様の代わりに毎日けなげに働きに行くのであった。

## 登場人物

### メインキャラクター
丸川ユキポン（まるかわ ユキポン）
オス3歳。人間の言葉を喋り、ぐうたらでふしだらなご主人様の代わりに働く健気な猫。家庭教師からロボット操縦まで幅広く職業をこなし、ご主人のあけみに代わって家事全般を務める働き者である。趣味は将棋、料理、古書集め、陶芸。海女好きで『月刊海女クラブ』を愛読している。
丸川あけみ（まるかわ あけみ）
ユキポンの飼い主。フリーターではあるがいつ働いているか判らない、酒と男にだらしないぐうたらな女性。酒好きで直ぐに羽目を外して飲みまくり大醜態、変な男に惚れては直ぐに喧嘩別れを繰り返す。その度に酷く落ち込んでいるが、全く懲りていない様子。流行り物に弱い。

### サブキャラクター
犬彦（いぬひこ）
無口で無愛想な犬。ユキポンの昔の同僚。人間の言葉は喋れないが、筆談は出来る。一時期、ドッグバーガーの経営に成功したが、瞬く間に倒産。その後は転落を続け、ゲリラ組織や路上生活等を経て、幸せを求め日本中を旅していた。現在は江戸川に「ダーシェンカ」という名前で飼われている。
ハチ助（ハチすけ）
雄猫生後2ヶ月。チャームポイントはオデコの出っ張り具合。ユキポンに付いて仕事を手伝うこともあるが、ほとんど役に立たない。
ドジ夫（ドジお）
あけみとは腐れ縁で友達以上恋人未満の関係。
江戸川（えどがわ）
あけみのアパートのお隣さんで、犬彦（ダーシェンカ）の現在の飼い主。古着屋で働いている。
順子（じゅんこ）
あけみの友達でハチ助の飼い主。語尾に「がねー」と付けるのが特徴。さとしという彼氏がいる。
セイ太（セイた）
小学5年生でユキポンの教え子。ユキポンからは勉強だけでなく、ためにならないことも色々と習っており、そのたびに教育熱心なママを激怒させている。また猫車の下で猫撫流柔術を習っている。
猫車龍之介（ねこぐるま りゅうのすけ）
猫撫流柔術創始者で自称80年間無敗の伝説の格闘家。ありとあらゆる策を弄し伝説を守る狡猾な老人。座右の銘は「逃げるが勝ち」。
我宇出よしひろ（がうで よしひろ）
格安家賃の移動式アパート「我宇出荘」の大家。アントニオ・ガウディの影響を受け終わることのない改修工事を一人で続ける。ある意味凄い人。
イボンヌ周作（イボンヌ しゅうさく）
漫画家。連載中の「タマなしゴロー」の無茶な展開に限界を感じている。ヤンバルクイーン（架空のバンド）の大ファンだが、毎回締め切りに追われライブに行くことが出来ない。
南千寿子（みなみ ちずこ）
磯辺学園2年生の現役女子高生海女。青春に燃えるものを求め、潜水部を設立した。
寅山鉄男（とらやま てつお）
ユキポンの紹介で猫丸商事の30階の月8000円の格安物件に住む大学生。しかしプライバシーがほとんど無い物件のため、苦労が絶えない。
菅井社長（すがいしゃちょう）
ユキポンのバイト先の菅井金属の社長。趣味が高じて巨大ロボットを製作し操縦スペースの都合でユキポンが操縦者となった。その後もロボットに無茶な機能を付け足してはユキポンが実験台にされている。
猫丸会長（ねこまるかいちょう）
猫丸商事の会長。説教臭い話が大好き。
夢野社長（ゆめのしゃちょう）
空中レストランを開業するが度重なるトラブルもあって倒産。借金生活に陥ったが、現在は海中レストランを経営している。
クリ吉・ナンテン（クリきち・ナンテン）
ヤマネの夫婦。子供4匹はすでに巣立っている。再会しては離れ離れを繰り返している。
サトイモ鳥（さといもちょう）
ユキポン達の住む猫山田町に生息する鳥。かつては毎週のようにコメディリリーフとして登場していた。像・ポスター・焼き物などとしても登場。

## 書誌情報
- 東和広『ユキポンのお仕事』 講談社〈ヤンマガKC〉、全15巻
  1. 1999年11月5日発売 ISBN 4-06-336838-6
  2. 2000年6月6日発売 ISBN 4-06-336876-9
  3. 2000年12月26日発売 ISBN 4-06-336920-X
  4. 2001年9月6日発売 ISBN 4-06-336971-4
  5. 2002年6月6日発売 ISBN 4-06-361048-9
  6. 2003年3月6日発売 ISBN 4-06-361115-9
  7. 2003年11月6日発売 ISBN 4-06-361172-8
  8. 2004年7月6日発売 ISBN 4-06-361247-3
  9. 2005年2月4日発売 ISBN 4-06-361312-7
  10. 2005年11月4日発売 ISBN 4-06-361383-6
  11. 2006年8月4日発売 ISBN 4-06-361463-8
  12. 2007年4月6日発売 ISBN 978-4-06-361540-1
  13. 2008年1月4日発売 ISBN 978-4-06-361622-4
  14. 2008年8月6日発売 ISBN 978-4-06-361703-0
  15. 2009年4月6日発売 ISBN 978-4-06-361772-6
- 東和広『ユキポン探偵 潜水船まっこう9000の恐怖』 講談社〈ヤンマガKCスペシャル〉、全1巻
  1. 2012年3月6日発売 ISBN 978-4-06-382152-9

## 他作品とのコラボレーション
同時期に『週刊ヤングマガジン』に連載されていた『アゴなしゲンとオレ物語』とは、複数のコラボレーションを行っている。2001年第16号と第17号では『特別編 アゴなしゲンとネコ物語』前後編が掲載され、2005年第30号ではヤンマガ25周年を記念して『アゴなしゲンとネコ物語』が掲載された。いずれも、アゴナシ運送に入社してしまったユキポンがゲンとケンヂの無軌道ぶりに振り回される内容となっている。

## テレビドラマ
2007年4月1日から7月9日まで毎週日曜深夜にテレビ東京の広報番組『Eネ!』の枠内にて5分程度のショートドラマとして放送。全13話。

### キャスト
- ユキポン：岡田義徳
- あけみ：平岩紙
- 犬彦：カンニング竹山
- ハナコ：奥華子
- 子猫ひろし：猫ひろし
- セイ太ママ：中島知子

### スタッフ
- 原作：東和広
- 監督：筧昌也
- 脚本：上田誠
- プロデュース：西前俊典
- 音楽：奥華子
- 協力：ヨーロッパ企画
- 制作：アットムービー・クリエイティヴ
- 製作：アミューズソフトエンタテインメント、テレビ東京、アットムービー